# Steve Katz
Steve Katz (* 9. května 1945 Brooklyn) je americký kytarista, hráč na foukací harmoniku, a hudební producent.
V letech 1965 až 1967 hrál s kapelou The Blues Project. V roce 1967 spoluzaložil skupinu Blood, Sweat & Tears, se kterou do svého odchodu v roce 1973 nahrál šest studiových alb. Později se skupinou několikrát vystoupil jako host. Jako producent spolupracoval mimo jiné s Lou Reedem na jeho albech Rock 'n' Roll Animal a Sally Can't Dance (obě 1974). Dále produkoval například album Night Lights (1975) od Elliotta Murphyho. V letech 1976 až 1978 hrál s Dougem Yulem v kapele American Flyer, která vydala dvě studiové desky. Později byl viceprezidentem hudebního vydavatelství Mercury Records.
V roce 2015 vydal knihu vzpomínek Blood, Sweat, and My Rock 'n' Roll Years: Is Steve Katz a Rock Star? Roku 2019 vydal sólové album The Juggle.